# Trio avec piano de Magnard

Le Trio avec piano en fa mineur opus 18 est un trio pour piano, violon et violoncelle d'Albéric Magnard. Composé en 1904-05, il est créé le 19 janvier 1906 aux Concerts Parent.

## Analyse de l'œuvre
1. Sombre
2. Chantant
3. Scherzo:vif (temps de valse)
4. Finale

- Durée d'exécution:trente cinq minutes

## Discographie
- Ensemble de chambre de Zurich: Adelina Oprean (violon), Thomas Demenga (violoncelle), Christoph Keller (piano) — Accord, 1987 (livret en anglais)